# Kyle Benjamin
Kyle Benjamin (ur. 28 października 1991 w Nowym Jorku) – amerykański koszykarz występujący na pozycjach skrzydłowego oraz środkowego.
21 lutego 2018 został zawodnikiem Kinga Szczecin.

## Osiągnięcia
Stan na 17 marca 2018, na podstawie, o ile nie zaznaczono inaczej.
NCAA II
- Obrońca roku ECC (2017)
- Zaliczony do I składu ECC (2017)

Drużynowe
- Uczestnik rozgrywek Ligi Bałtyckiej (2016/2017)